# Schnusea
Schnusea är ett släkte av tvåvingar. Schnusea ingår i familjen svampmyggor.
Kladogram enligt Catalogue of Life:
| Schnusea | \| \| Schnusea aguarasi \| \| \| \| \| \| Schnusea barei \| \| \| \| \| \| Schnusea caiabii \| \| \| \| \| \| Schnusea desanei \| \| \| \| \| \| Schnusea sessilis \| \| \| \| |
|          | \| \| Schnusea aguarasi \| \| \| \| \| \| Schnusea barei \| \| \| \| \| \| Schnusea caiabii \| \| \| \| \| \| Schnusea desanei \| \| \| \| \| \| Schnusea sessilis \| \| \| \| |
|          | Schnusea aguarasi |
|          | |
|          | Schnusea barei |
|          | |
|          | Schnusea caiabii |
|          | |
|          | Schnusea desanei |
|          | |
|          | Schnusea sessilis |
|          | |